# Музей космоса (Переяслав)

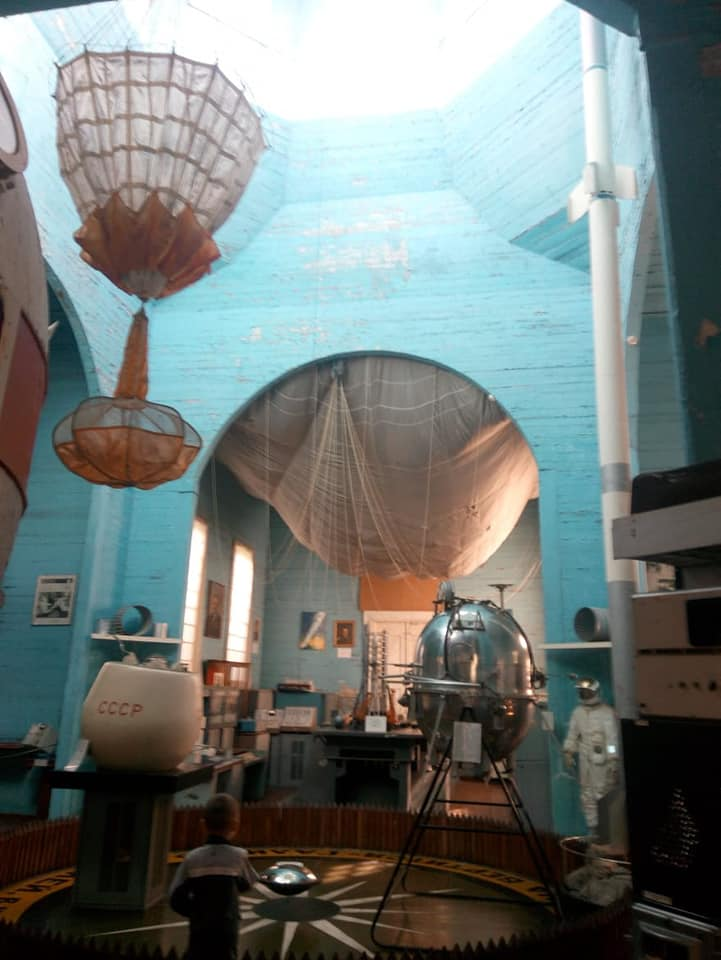
Экспозиция.

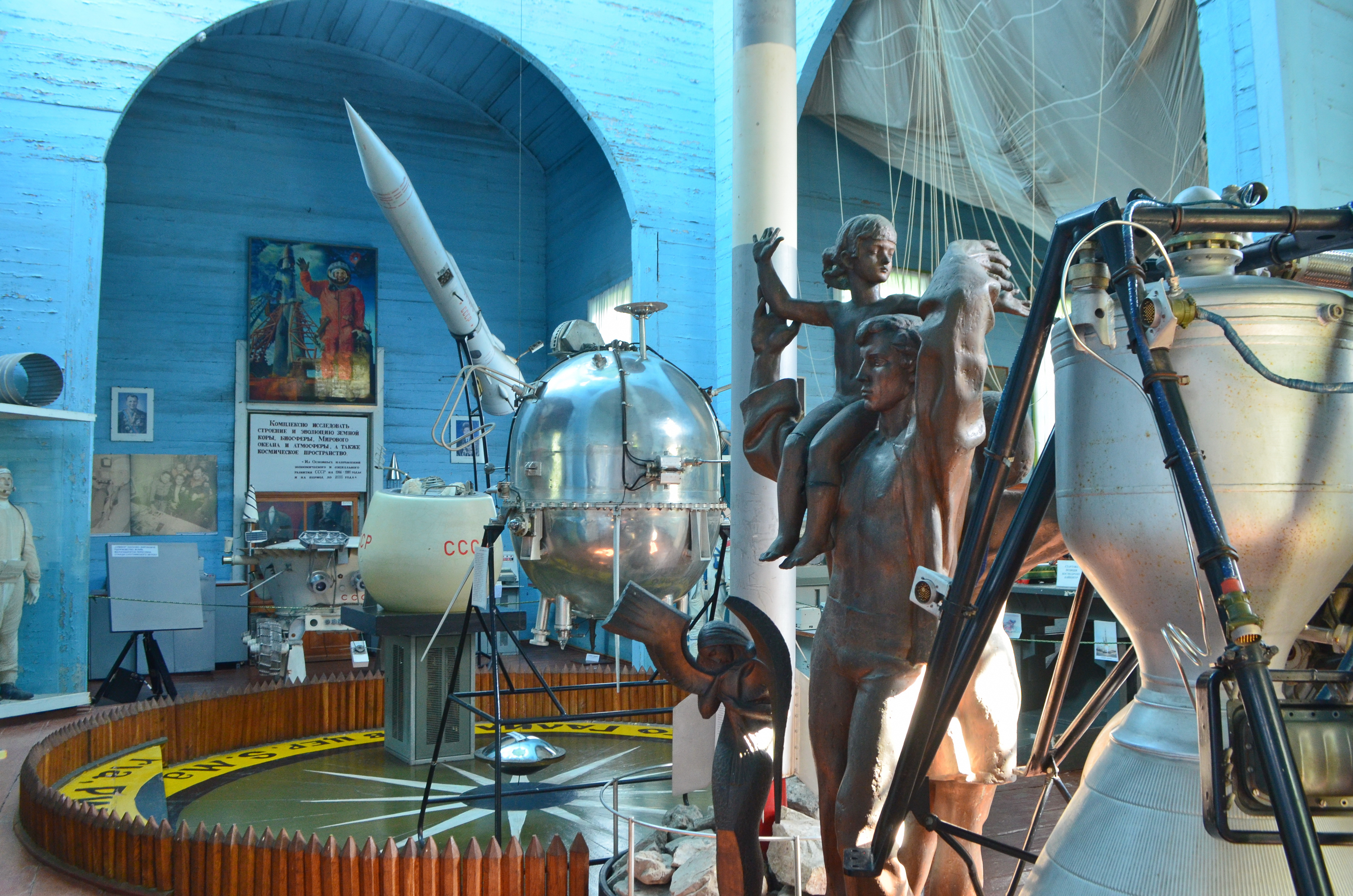
В нижнем правом углу изображен фрагмент двигателя второй ступени ракеты-носителя РД-219.

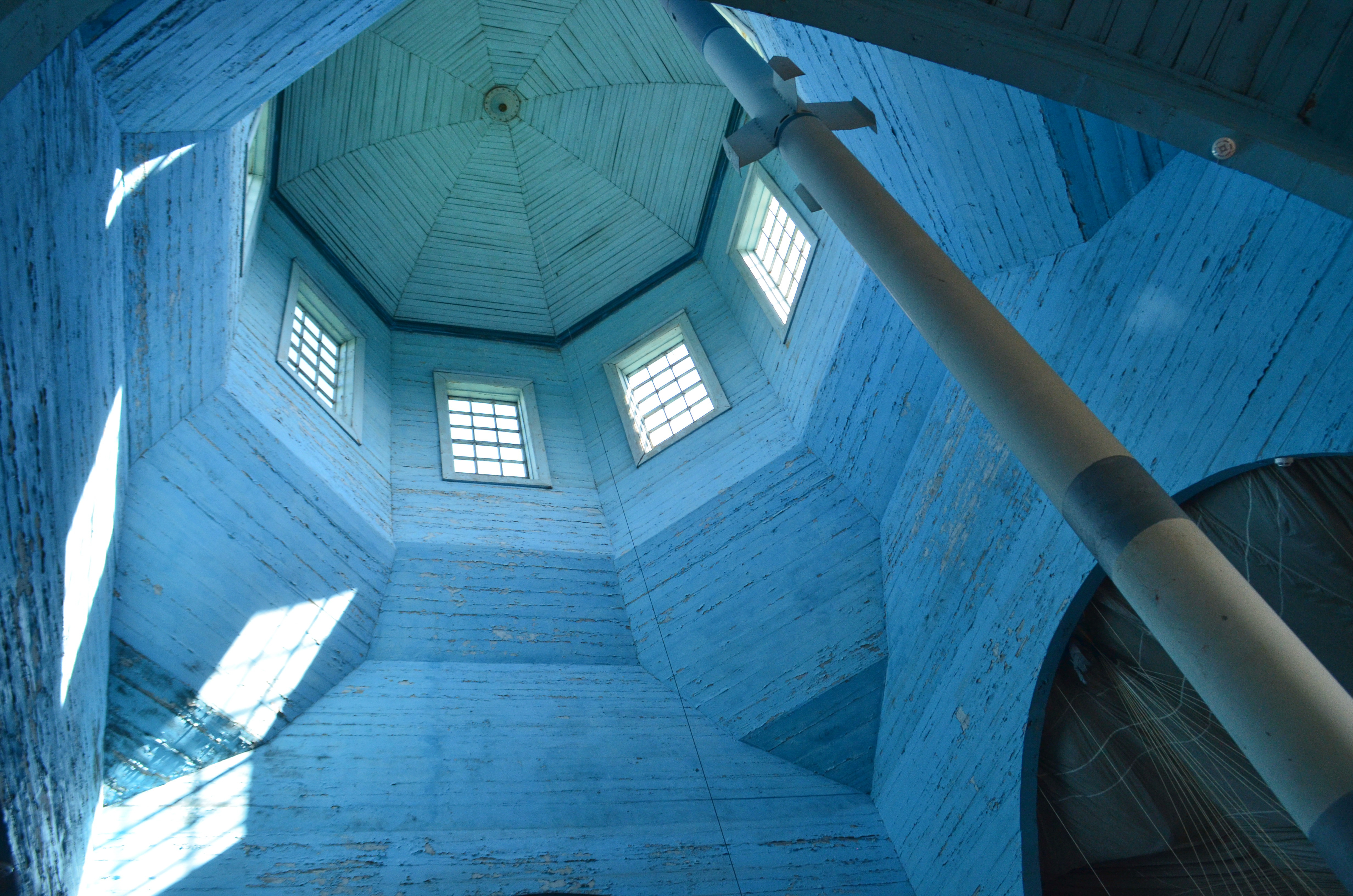
Купол церкви. Ракета.

Музей космоса (укр. Музей космосу, а до 2003 года — Музей миропознания и мирного освоения космоса, укр. Музей світопізнання і мирного освоєння космосу) — часть Национального историко-этнографического заповедника «Переяслав». Содержит коллекцию экспонатов, связанных с освоением космоса.

## История создания
Музей миропознания и мирного освоения космоса (с 2003 года — Музей космоса) был открыт 27 марта 1979 года. Идея создания этого музея принадлежала Михаилу Сикорскому, при участии академика Александра Ишлинского и доктора технических наук Сергея Малашенко (1908—1987 гг).
Ишлинский и Малашенко начали активную научно-экспедиционную работу, в результате которой было собрано много интересных и редких предметов. При создании и на протяжении существования музея активную помощь оказывали представители учреждений и организаций, которые были прямо или косвенно связаны с космической отраслью: Центр подготовки космонавтов имени Ю. А. Гагарина, Научно-производственное предприятие «Звезда», павильон «Космос» Выставки достижений народного хозяйства СССР, Институт физики атмосферы АН СССР, Институт радиотехники и электроники АН СССР, Институт электросварки имени Евгения Патона, Институт механики АН УССР, Дирекция художественных выставок УССР, Астрономическая обсерватория Киевского государственного университета имени Тараса Шевченко.
Некоторые вещи в музей передали космонавты Георгий Береговой и Леонид Каденюк, полковник медицинской службы Центра подготовки космонавтов имени Гагарина В. А. Голубчиков, академик А. Ю. Ишлинский, культурный деятель Д. А. Громницкий.

## Расположение
Музей расположен в Церкви святой Параскевы — памятнике архитектуры, построенной в 1891 году в селе Вьюнище Переяславского уезда Полтавской губернии, перенесенной в заповедник в 1970-х годах.

## Экспозиция музея
Экспозиция музея насчитывает более 450 экспонатов. Все они расположены в пяти условных залах, которые определены архитектурой здания церкви. Экспозиция демонстрирует историю освоения космоса, позволяет ознакомиться с предметами, которые использовались в космических полетах. Центральное место в ней занимает маятник Фуко — первый в Украине.
В музее экспонируются макеты космических аппаратов, отдельные части космических кораблей и ракет-носителей, специальное снаряжения. Здесь есть макет искусственного спутника Земли в натуральном масштабе, двухкамерный жидкостный двигатель РД-219, макет неуправляемой двухступенчатой метеорологической ракеты «М-130», макет спускаемого аппарата автоматической станции «Венера-7», макеты подвижной лунной лаборатории «Луноход-1», автоматической ионосферной лаборатории «Янтарь-1», кресло-ложемент с космического корабля «Союз».
Значительная часть экспонатов связана с обеспечением нормального функционирования организма человека на разных стадиях полета. В частности, костюм жидкостного охлаждения, в котором Павел Попович осуществил полет в космическом корабле «Союз-14» (1974 год), скафандр аварийного типа СК-11, в котором космонавт Вячеслав Зудов находился во время полета на борту корабля «Союз-23» (1976 год), скафандр для выхода в открытый космос. В экспозиции представлены спускаемый аппарат, скафандр и парашют космонавта Юрия Гагарина.
Отдельную группу экспонатов составляет оборудование, предназначенное для подготовки и сопровождения полетов, поддержания связи с космонавтами. В витринах музея также содержатся личные вещи космонавтов, приборы и оборудование, используемые для экспериментов в космосе. Экспозицию дополняют произведения искусства: скульптуры, картины. Фотографии и графические материалы рассказывают об основных этапах освоения космоса и истории развития космической техники. Главное место в экспозиции занимают воспроизведённые рабочие кабинеты академиков Сергея Королёва и Александра Ишлинского.
Один из разделов музея рассказывает о современных достижениях украинской космической отрасли. Различного типа печатная продукция и фотоматериалы демонстрируют вклад ряда научных и производственных организаций в современном развитии космической отрасли Украины.

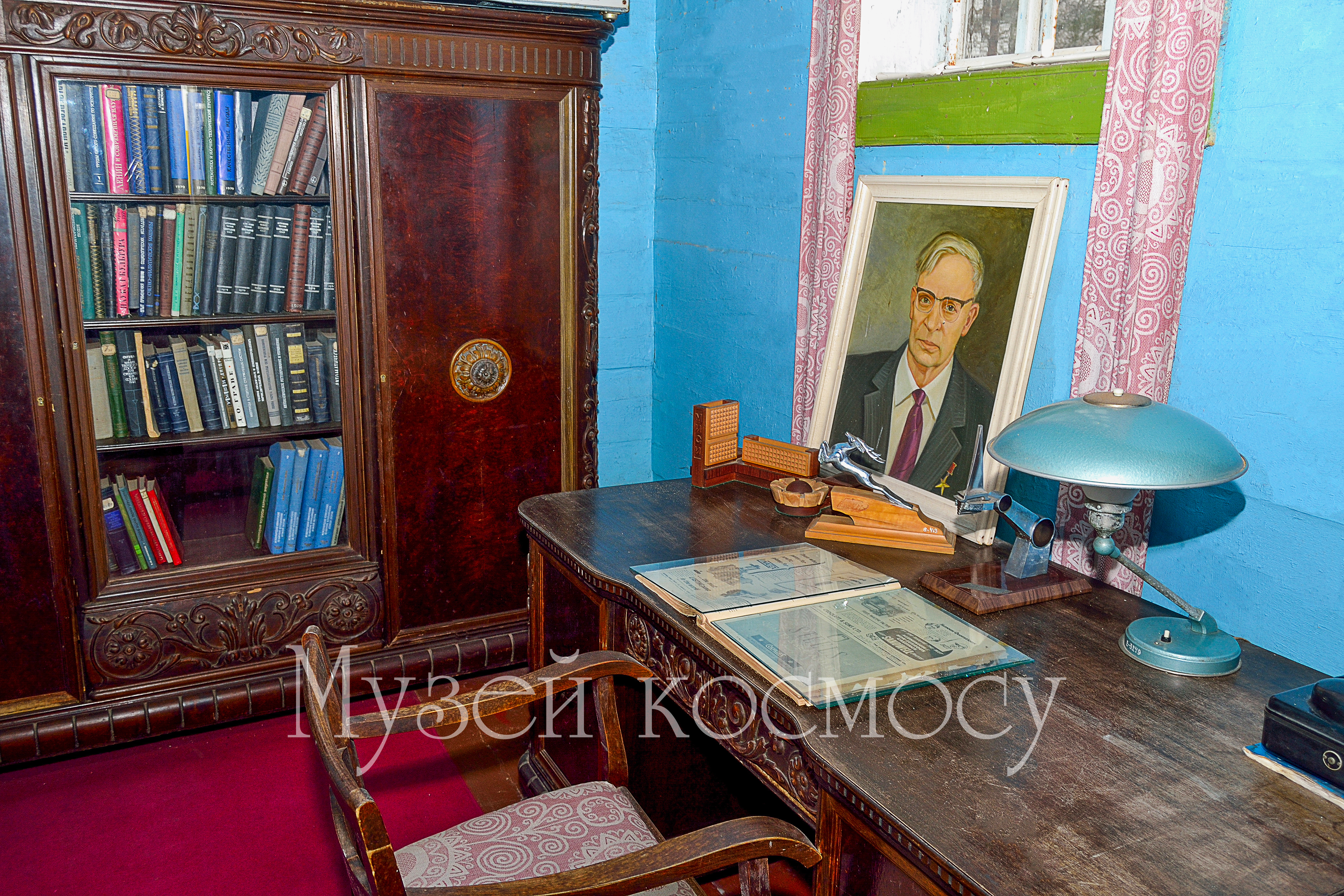
Интерьер рабочего кабинета академика Александра Ишлинского.
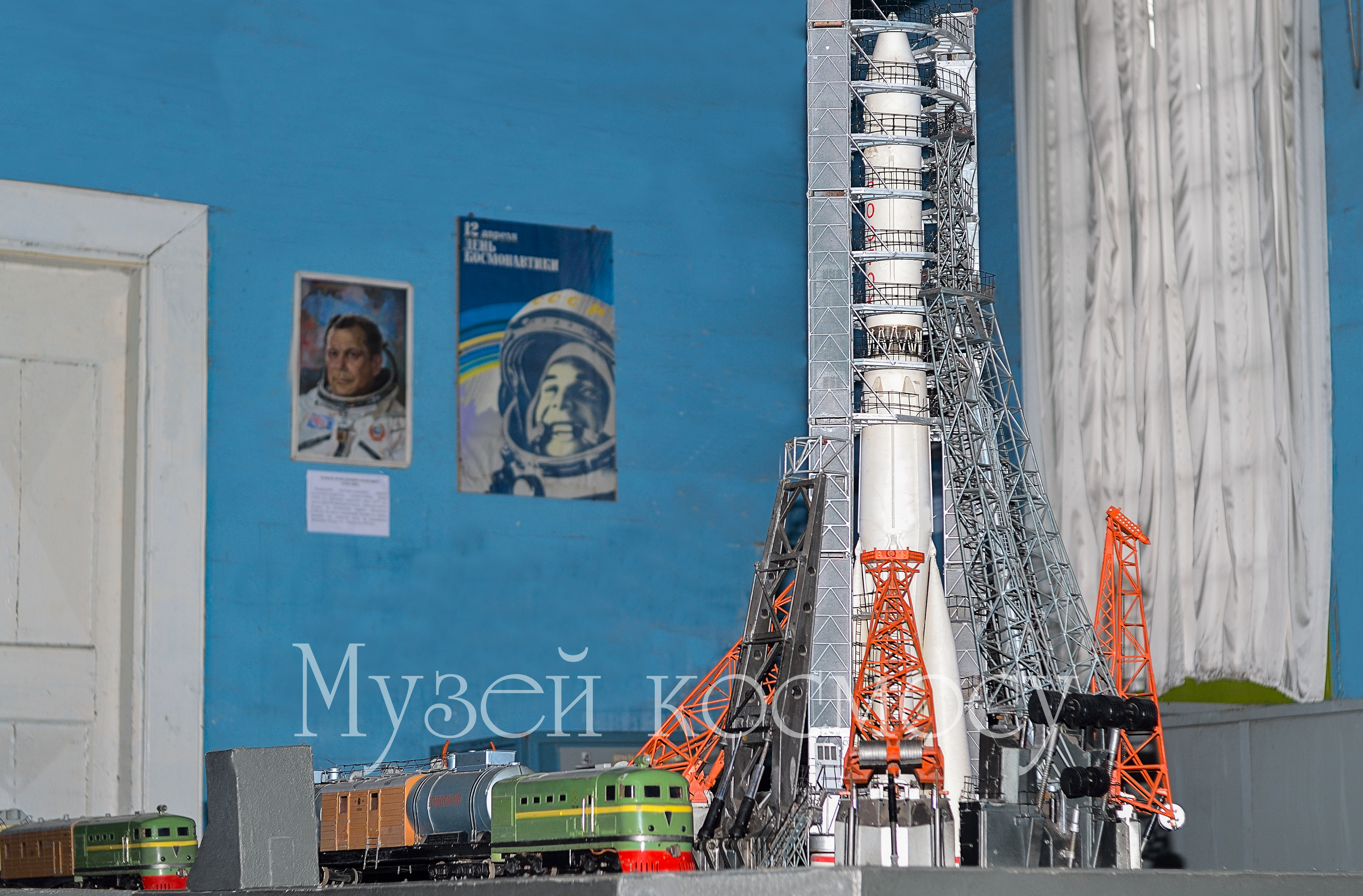
Стартовая позиция ракеты на космодроме «Байконур» (макет).
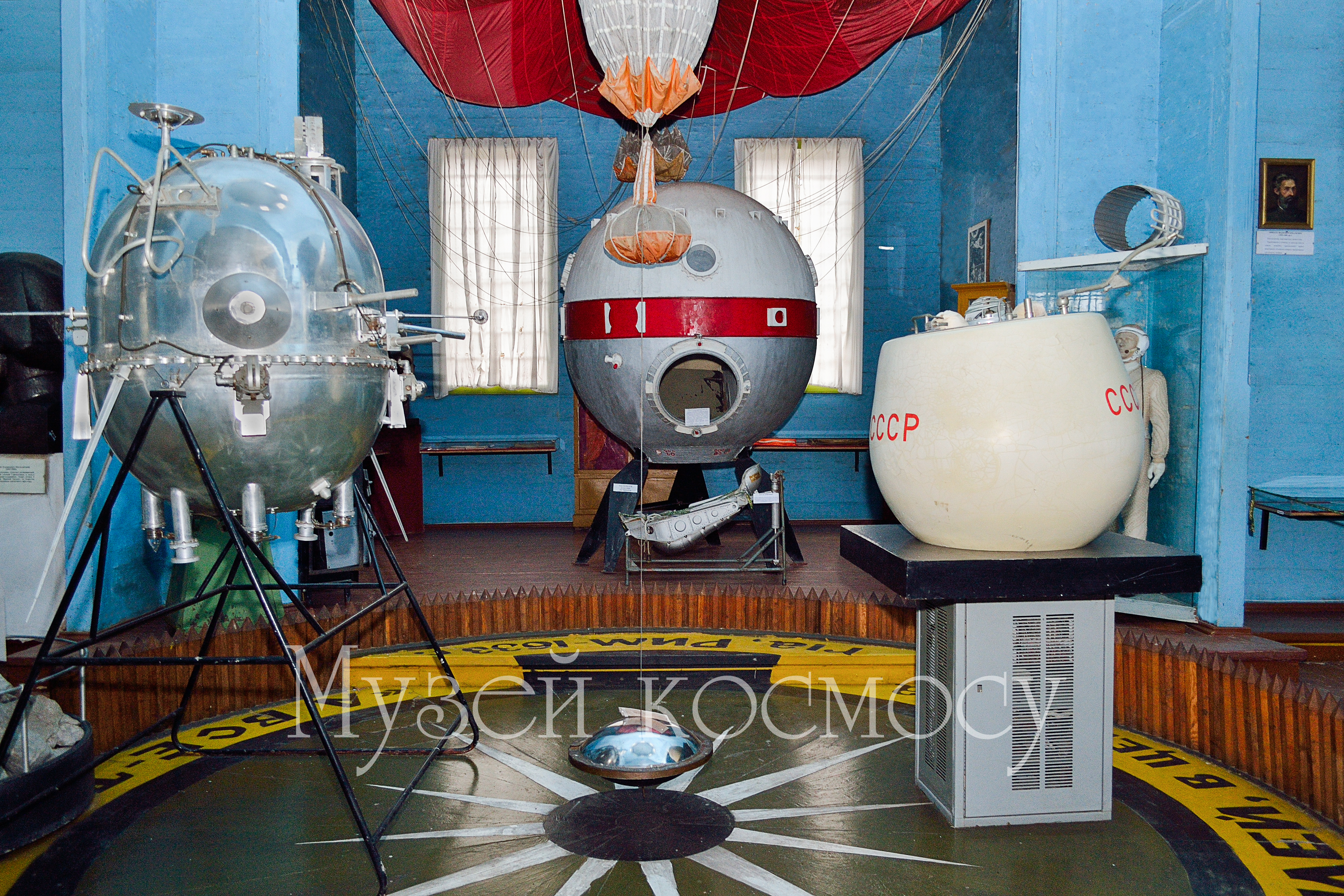
Часть экспозиции. Посередине — макет орбитального отсека космического корабля «Союз» и кресло-ложемент.
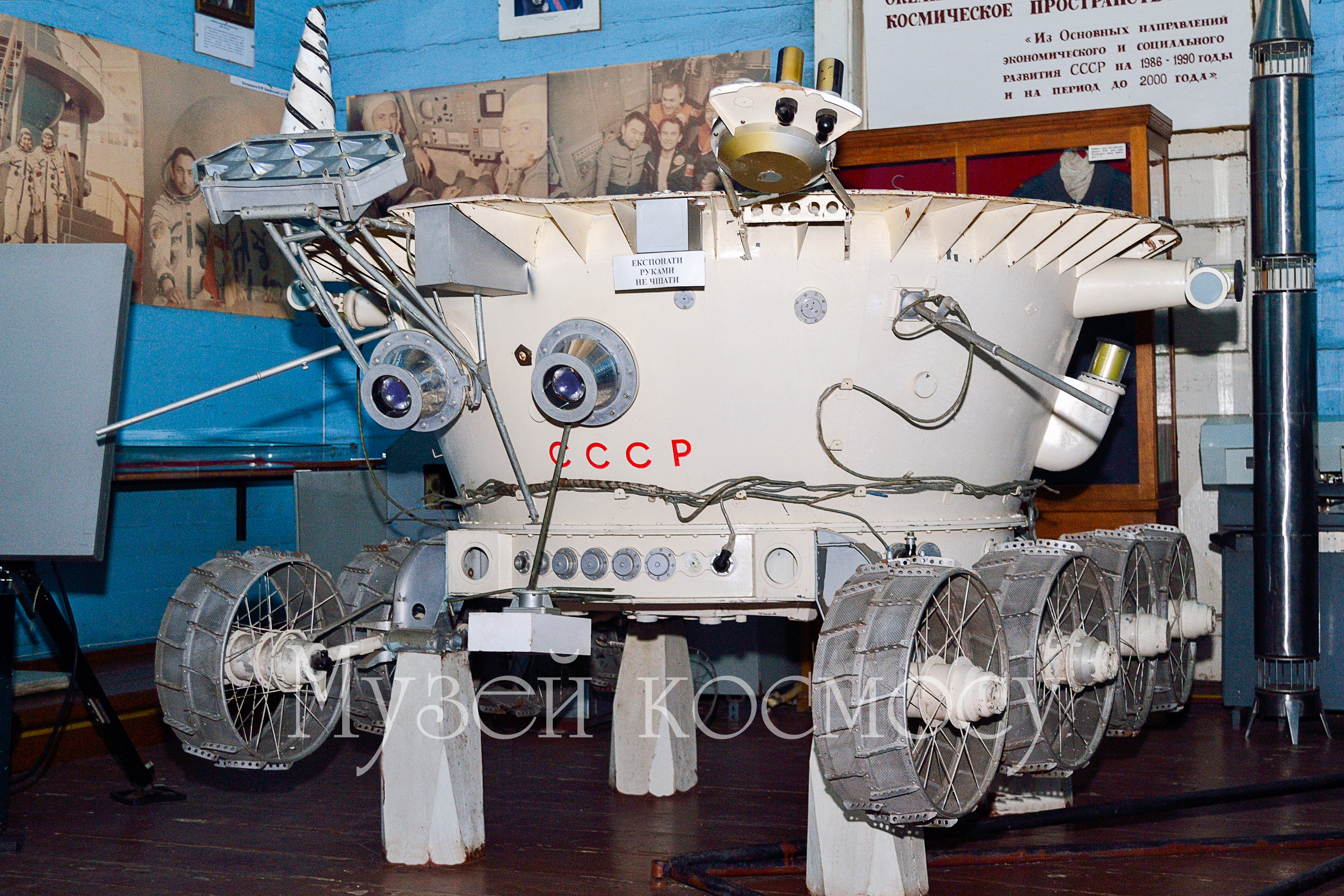
Макет «Лунохода-1».
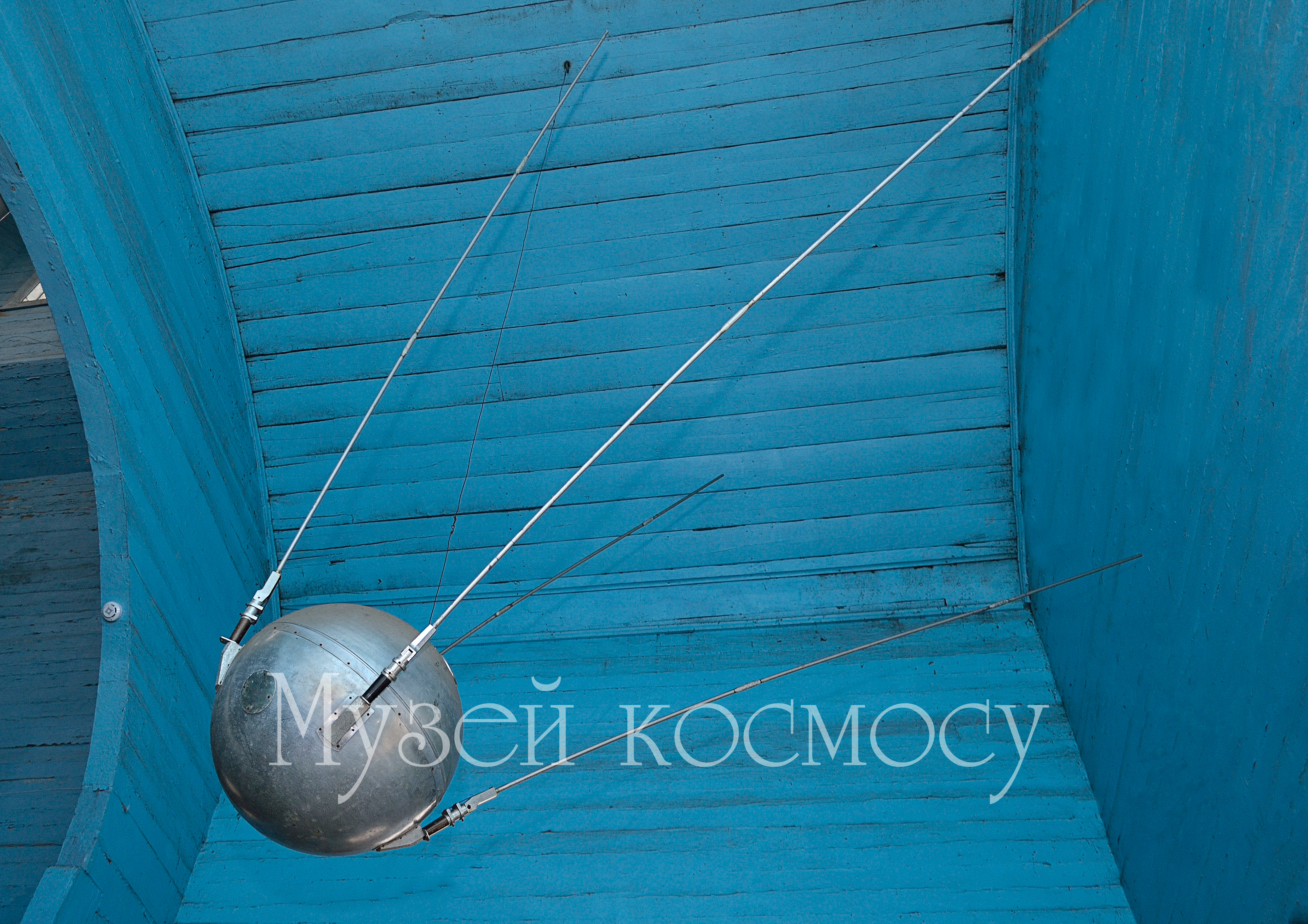
Макет первого искусственного спутника Земли.
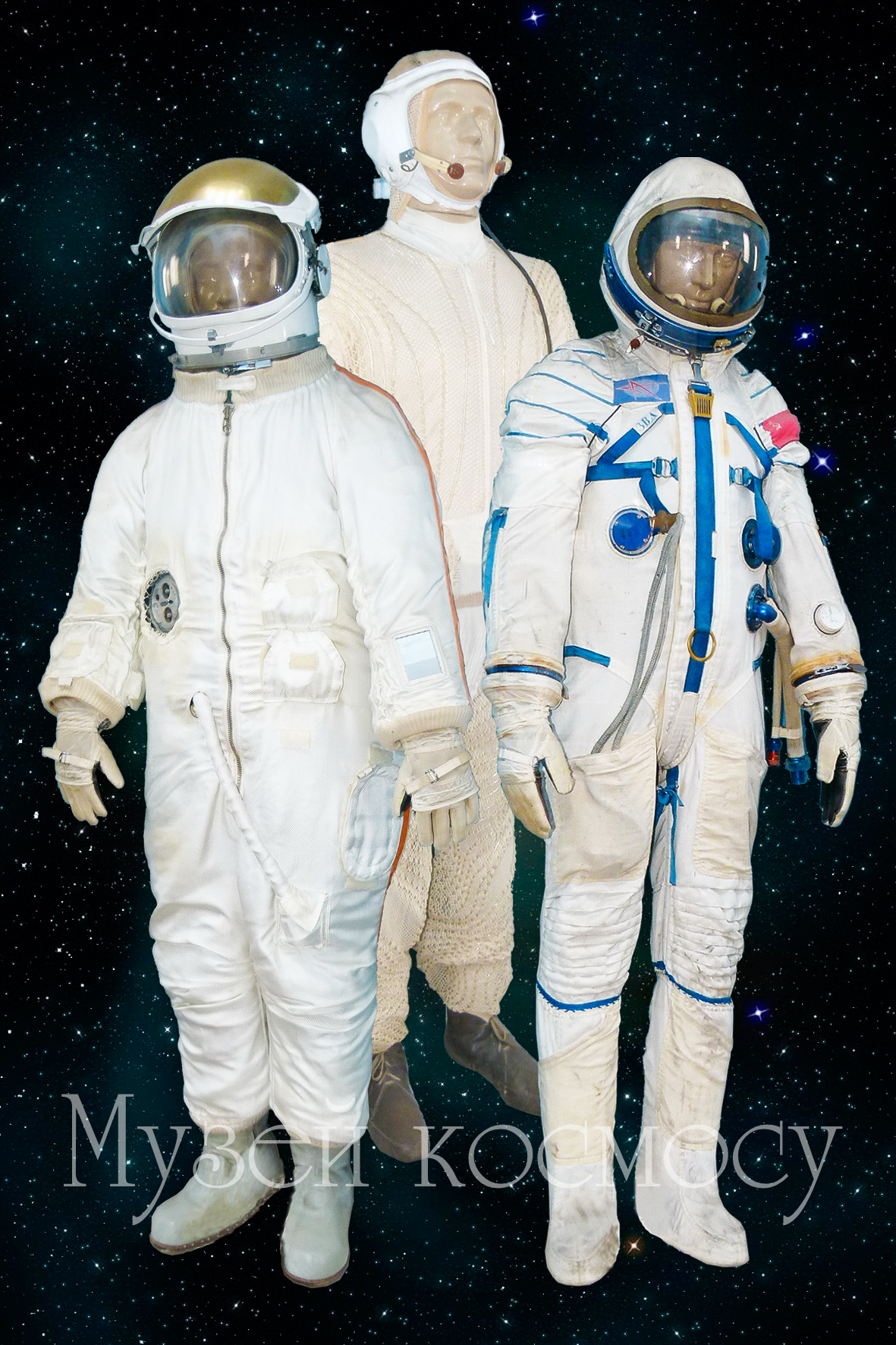
Костюм жидкостного охлаждения и скафандры космонавтов.
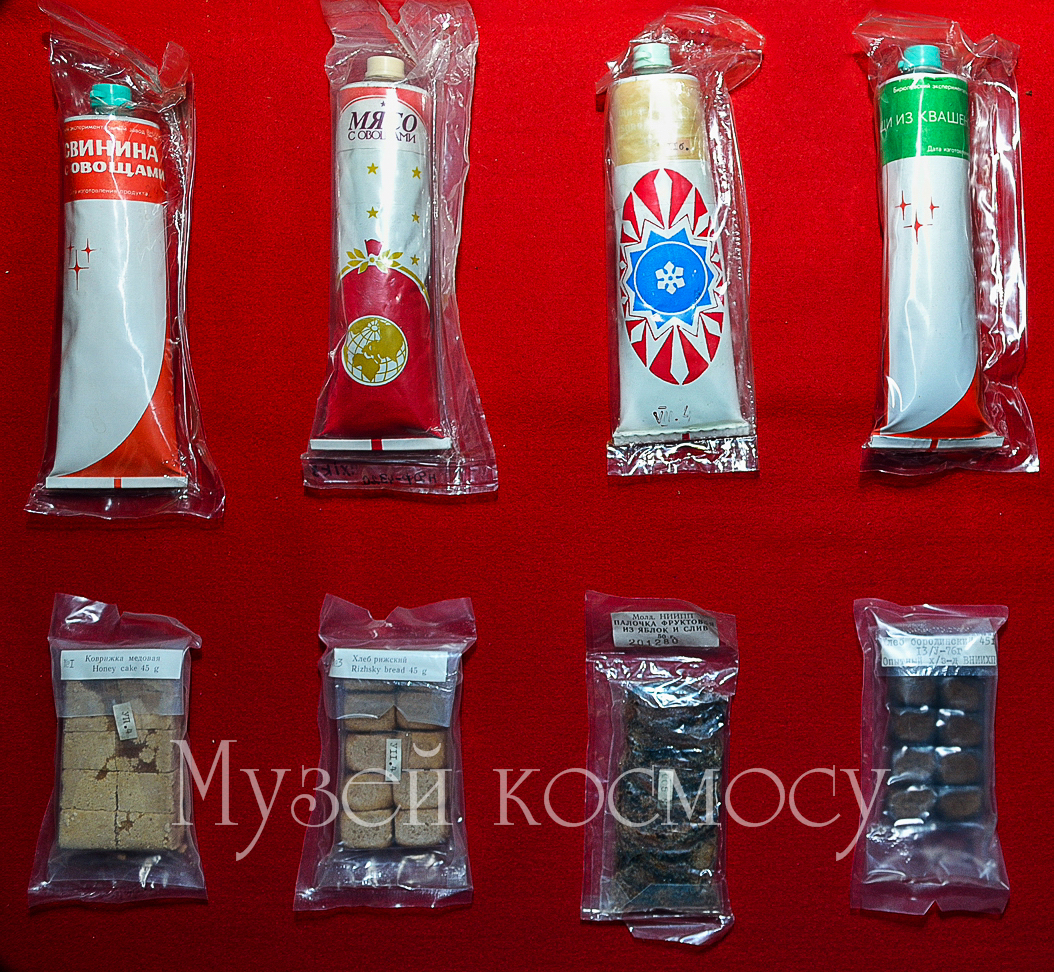
Продукты для космонавтов.
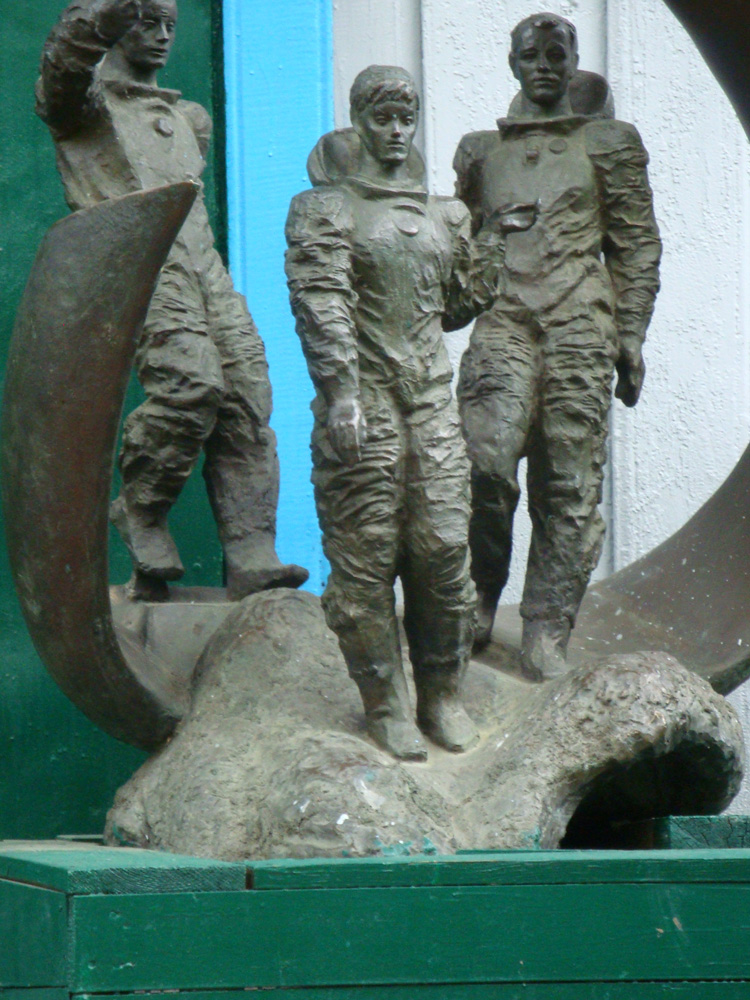
Скульптура «Земляне».